# Lista de membros de RADWIMPS
RADWIMPS é uma banda japonesa de rock fundada em 2001 pelo guitarrista Akira Kuwahara, junto com o vocalista Yojiro Noda. O grupo ficou formado inicialmente pelo guitarrista Yusuke Saiki, o baixista Kei Aso e o baterista Akio Shibafuji. O primeiro êxito do grupo foi em setembro de 2002, quando venceram o Yokohama High School Music Festival com a canção Moshi mo. A banda gravou seu primeiro single e o seu auto-intitulado álbum de estreia com os membros iniciais em 2003.
No final de 2003 a banda entrou em um período de inatividade para que os membros pudessem se concentrar em seus exames escolares. A essa altura, Kuwahara já havia abandonado o ensino médio para se dedicar ao RADWIMPS. Após o retorno às atividades em março de 2004, Yusuke Saiki, Kei Aso e Akio Shibafuji decidiram não retomarem suas atividades com a banda. Kuwahara e Noda optam então por não realizarem audições para a escolha dos substitutos. Ao invés disso eles fazem um convite a dois amigos, o baixista Yusuke Takeda e o baterista Satoshi Yamaguchi para se juntarem a banda, sem ao menos que suas habilidades fossem testadas. Takeda e Yamaguchi, até então em grupos musicais diferentes, conheceram Noda e Kuwahara em 2002, durante o Yokohama High School Music Festival.

Desde então o RADWIMPS passou a ganhar popularidade e fazer grande sucesso de forma exponencial, tendo lançado até o ano de 2015 sete álbuns de estúdio, dezoito singles e cinco álbuns de vídeo, obtendo grandes êxitos com aquela que veio a ser a mais longa e estável formação da banda. Infelizmente em meados de 2015, às vésperas da turnê em comemoração aos 10 anos do lançamento do single ''Nijūgoko-me no Senshokutai'' (''O 25º Cromossomo''), a maior estréia da banda, o baterista Satoshi Yamaguchi faz um anuncio no site oficial da banda informando que entraria em hiato durante um período indeterminado devido a problemas de saúde. Yamaguchi revelou que desde o ano de 2009 sofre de distonia focal em sua perna direita. Satoshi afirmou que durante uma apresentação ao vivo da turnê RADWIMPS - "Iru to Koronī Tour 09" houve um momento no qual o seu pé direito foi incapaz de se mover para tocar o bumbo. Desde então ele tentou conciliar o seu tratamento com as atividades da banda, fazendo com que os demais integrantes tivessem certa preocupação com ele durante as apresentações (durante a ultima apresentação da turnê o bumbo cessou de maneira repentina, fazendo com que todos os membros se voltassem para a bateria. Após isso eles se voltavam e sorriam repetidamente para Satoshi para verem se estava tudo bem). Mas a sua condição de saúde veio a se agravar no verão de 2015 até o ponto em que revelou a Noda, Kuwahara e Takeda já não conseguir mais executar as suas funções como baterista do RADWIMPS, afirmando que não poderia mais subir ao palco. Houve a insistência dos demais membros para que ele continuasse com o grupo, com Noda afirmando:
“... mesmo que os tambores parem durante o show, não pararemos de tocar.” 
Depois de várias conversas e tentativas de buscarem uma maneira de dar continuidade ao RADWIMPS com Yamaguchi, foi respeitada a sua decisão de interromper suas atividades junto à banda para dar inicio ao seu tratamento e recuperação.
A turnê em comemoração ao 10º aniversário da banda já havia sido anunciada, Noda afirma na mesma mensagem no site oficial da banda que em respeito aos fãs e a história da banda, ele não poderia desistir de tudo que o RADWIMPS e ele próprio haviam conquistado naquele momento. Ele afirma a sua responsabilidade como músico profissional e decide dar continuidade ao RADWIMPS junto com Kuwahara e Takeda. Entretanto, Noda, Kuwahara e Takeda decidiram que Yamaguchi ainda seria o baterista oficial da banda, sendo ainda considerado seu quarto membro e com todos os trabalhos subsequentes ainda sendo creditados a ele como baterista principal da banda, reforçando a esperança da banda e seus fãs de verem o retorno de Satoshi aos palcos junto ao RADWIMPS.
A partir disso deu-se inicio as audições para o processo de escolha do baterista suporte para cumprir as funções a frente da bateria do RADWIMPS. As audições foram repetidas durante dias e noites, com Satoshi Yamaguchi participando ativamente do processo de escolha. Noda afirmou que se não fosse possível encontrar alguém do mesmo nível de Satoshi, então ele decidiria por cancelar a turnê, assumindo os riscos que isso implicaria para banda e para ele próprio. Felizmente esse baterista pode ser encontrado. No dia 1 de setembro de 2015 após varias audições foi escolhido o baterista suporte da banda. Mizuki Mori, um jovem de 23 anos que até então atuava como baterista de uma pequena banda de Saitama chamada Tic Tac Case, que havia se dissolvido em março de 2015 após cinco anos de atividade. Apesar da pouca idade e o fato de ser seis anos mais jovem em relação aos demais membros da banda, ''Miki'' (como também é chamado) se mostrou um baterista excepcional e qualificado para assumir a bateria do RADWIMPS durante a ausência de Yamaguchi. A primeira apresentação de Mizuki Mori como novo baterista da banda se deu no primeiro show da turnê RADWIMPS 2015 Asia-Europe Live Tour realizado no dia 9 de outubro no AX-KOREA, em Seul, na Coreia do Sul em uma apresentação impecável, conseguindo manter o mesmo nível de alto desempenho durante toda a turnê pela Ásia e Europa. Mizuki Mori permanece à frente a da bateria do RADWIMPS desde então.
Após o termino da Asia-Europe Live Tour tiveram o inicio dos preparativos para a turnê comemorativa dos 10 anos da banda, a 10th ANNIVERSARY LIVE TOUR RADWIMPS no Taiban. Como parte das preparações para os 11 shows da turnê, além de uma apresentação extra no dia 23 de dezembro, a 10th ANNIVERSARY LIVE TOUR FINAL RADWIMPS Hajimari Hajimari , no dia 26 de outubro mais um baterista suporte se juntou ao RADWIMPS. Toshiki Hata, então com 39 anos e ex-baterista da antiga banda Tokyo Jihen. A grande experiência de Hata e a grande habilidade e capacidade técnica de Mori deram um novo animo à banda para a turnê que estava prestes a se iniciar. Foram 16 dias de preparação até o inicio das apresentações, e o RADWIMPS passaria a partir de agora a contar com dois bateristas tocando simultaneamente em suas apresentações ao vivo, trazendo uma nova experiência à banda e ao público, reafirmando a cada apresentação o alto nível de desempenho técnico de Mizuki Mori e Toshiki Hata, bem como do RADWIMPS como um todo.

## Membros atuais

### Yojiro Noda
Atividade: 2001 – presente
Instrumentos: Vocais, guitarra solo e rítmica, piano
Contribuições na banda: Todos os álbuns de RADWIMPS
Fundou a banda em 2001 junto com Akira Kuwahara, sendo com ele o único membro original do grupo

### Akira Kuwahara (''Kuwa'')
Atividade: 2001 – presente
Instrumentos: Guitarra solo, backing vocals
Contribuições na banda: Todos os álbuns de RADWIMPS
Líder do RADWIMPS. Fundou a banda em 2001 junto com Yojiro Noda, sendo com ele o único membro original do grupo.

### Yusuke Takeda
Atividade: 2004 – presente
Instrumentos: Baixo, backing vocals
Contribuições na banda: Todos os álbuns de RADWIMPS a partir de RADWIMPS 2 - Hatten Tojō (2004)
Juntou-se ao RADWIMPS junto com Satoshi Yamaguchi em 2004 a convite de Yojiro Noda e Akira Kuwahara, após o retorno da banda de seu hiato e Yusuke Saiki, Kei Aso e Akio Shibafuji decidirem não continuarem com o RADWIMPS.

### Satoshi Yamaguchi
Atividade: 2004 – presente (em hiato desde 2015)
Instrumentos: Bateria, backing vocals
Contribuições na banda: Todos os álbuns de RADWIMPS a partir de RADWIMPS 2 - Hatten Tojo (2004) (até Batsu to Maru to Tsumi to (2013) de maneira direta)
Juntou-se ao RADWIMPS junto com Yusuke Takeda em 2004 a convite de Yojiro Noda e Akira Kuwahara, após o retorno da banda de seu hiato e Yusuke Saiki, Kei Aso e Akio Shibafuji decidirem não continuarem com o RADWIMPS. Encontra-se atualmente em hiato desde 2015 em decorrência do tratamento de distonia focal.

### Mizuki Mori (''Miki'')
Atividade: 2015 – presente
Instrumentos: Bateria
Contribuições na banda: Todos os álbuns de RADWIMPS a partir de Your Name (2016)
Baterista suporte do RADWIMPS. Ex-baterista do Tic Tac Case. Foi escolhido durante as audições realizadas em setembro de 2015 para a escolha do baterista que cobriria as funções de Satoshi Yamaguchi durante seu período de hiato.

### Toshiki Hata
Atividade: 2015 – presente (afastado do RADWIMPS para o retorno do Tokyo Jihen)
Instrumentos: Bateria
Contribuições na banda: Todos os concertos ao vivo a partir da turnê 10th ANNIVERSARY LIVE TOUR RADWIMPS no Taiban.
Baterista suporte do RADWIMPS. Ex-baterista do Tokyo Jihen. Foi convidado para ser o segundo baterista suporte do RADWIMPS em outubro de 2015 para as suas apresentações ao vivo. Se afastou temporariamente da banda para a turnê de retorno do Tokyo Jihen.

### Masafumi Eno
Atividade: 2020 – presente
Instrumentos: Bateria
Contribuições na banda: Todos os concertos ao vivo a partir da turnê Konnichiwa Nippon Tour 2020 (adiada).
Baterista suporte do RADWIMPS. Foi escolhido no final de 2019 para assumir o lugar de baterista suporte deixado por Toshiki Hata.

## Ex-membros

### Yusuke Saiki
Atividade: 2001 – 2003
Instrumentos: Guitarra
Contribuições na banda: Single Moshi mo (2003) e o álbum de estréia RADWIMPS (2003)
Guitarrista rítmico original do RADWIMPS. Abandonou o grupo após o fim do período de hiato da banda em 2004. Sua função na banda foi assumida por Yojiro Noda a partir de 2005.

### Kei Aso
Atividade: 2001 – 2003
Instrumentos: Baixo
Contribuições na banda: Single Moshi mo (2003) e o álbum de estréia RADWIMPS (2003)
Baixista original do RADWIMPS. Abandonou o grupo após o fim do período de hiato da banda em 2004, sendo substituído por Yusuke Takeda no mesmo ano.

### Akio Shibafuji
Atividade: 2001 – 2003
Instrumentos: Baixo
Contribuições na banda: Single Moshi mo (2003) e o álbum de estréia RADWIMPS (2003)
Baterista original do RADWIMPS. Abandonou o grupo o após o fim do período de hiato da banda em 2004, sendo substituído por Satoshi Yamaguchi no mesmo ano.